# Les Tarteres
Les Tarteres és un indret del terme de Sant Esteve de la Sarga, al Pallars Jussà, en el territori de l'antic poble, desaparegut, de Mont-rebei.
Les Tarteres estan situades a l'extrem sud-oest del terme municipal, al nord-est del Congost de Mont-rebei. És a l'extrem de nord-oest del Montsec d'Alsamora.